# Feste Gibeon
Die Feste Gibeon war eine Festung der Schutztruppe in Deutsch-Südwestafrika, dem heutigen Namibia in Gibeon. Sie spielte eine wichtige Rolle im Aufstand der Herero und Nama. Sie wurde Ende des 19. Jahrhunderts errichtet und Anfang des 20. Jahrhunderts abgebrochen.
Sie diente später zu Teilen als Gefängnis.